# Cermee (plaats)
Cermee is een bestuurslaag in het regentschap Bondowoso van de provincie Oost-Java, Indonesië. Cermee telt 6269 inwoners (volkstelling 2010).